# Cyrtopogon robustisetus
Cyrtopogon robustisetus är en tvåvingeart som beskrevs av Pavel Lehr 1998. Cyrtopogon robustisetus ingår i släktet Cyrtopogon och familjen rovflugor. Inga underarter finns listade i Catalogue of Life.